# Ein Hemed
El Parque nacional Ein Hemed (en hebreo: עין חמד) es un parque nacional y reserva natural en las colinas de los siete kilómetros, al oeste de Jerusalén, Israel. También es conocido por su nombre en latín Aqua Bella. El parque está situado en el camino de una antigua calzada romana, que también fue utilizada en períodos posteriores, y fue llamada Emaús por los cruzados. una carretera conecta la llanura costera, con las colinas de Jerusalén.
La reserva natural y parque se establecieron en 1968. El cementerio incluye la tumba del jeque Abdullah, en cuyo honor el roble y encinar en la reserva natural nunca fueron cortados.